# 山田キヌヲ
山田 キヌヲ（やまだ キヌヲ、1981年9月1日 - ）は、日本の女優。宮崎県宮崎市出身。血液型O型。ノックアウト所属。既婚。

## 人物・来歴
宮崎県立宮崎大宮高等学校を経て、早稲田大学第一文学部演劇映像専修卒業。高校時代には演劇部に所属していた。
2002年、鴻上尚史演出の舞台『ピルグリム』に出演。
映画『ガールフレンド』の主演女優オーディションに合格し、2004年、ヌードシーンにも挑んだ同作品で映画デビュー。
高校の同級生に俳優の松崎悠希がいる。

## 出演

### 舞台
- ピルグリム（2002年、演出:鴻上尚史）
- 踊るショービジネス（2002年、演出:喰始）
- カメのタンバリンプロジェクト『昨日今日明日』（2007年5月）
- 白いおうむの百貨店（みやざき演劇祭2008プロデュース公演、作：藤井貴里彦、演出：実広健士、2008年9月26日・27日、メディキット県民文化センター）[1]
- in fantasioso（脚本：園山古都錦、演出：森川次朗、2009年1月14日 - 18日、吉祥寺シアター）[2]
- 中也が愛した女（脚本・演出：古城十忍、2009年4月15日 - 19日、赤坂RED/THEATER） - 主演・長谷川泰子 役[3][4]
- 満ちる（作：竹内銃一郎、演出：松本修、2012年3月22日 - 31日、座・高円寺1）[5]
- 劇団東京乾々公演『カンガルー』（2012年8月、演出：綾田俊樹）
- 劇団サスペンデッズ公演『さよならを教えて』(2013年12月4日 - 9日、作・演出:早船聡）
- 毒舌と正義（劇団ワンツーワークス、作・演出：古城十忍、2014年6月6日 - 12日、赤坂RED/THEATER）[6]
- 『にわか雨、ときたま雨宿り』（2014年、作・演出：鈴木譲）
- 『スタニスラフスキー探偵団』（2015年、作・演出：細野辰興）
- SWANNY公演『猫の首に血』（2015年、作・演出：千木良悠子、世田谷パブリックシアター）
- SWANNY公演『花はどこへ行ったの?』（2016年、作・演出：千木良悠子、ユーロライブ）
- 劇団クロックガールズ『コメディカルナイト』（2016年、作：江頭美智留、世田谷パブリックシアター）
- 『門番の秋』（脚本：加藤一浩、2021年12月24日 - 26日、東松原ブローダーハウス）
- 喫煙室2023（劇団いかがなものか、作・演出：段正一郎、2023年1月29日、メディキット県民文化センター イベントホール）[7]
- ヒラタオフィス+TAAC『not only you but also me』（2024年、作・演出：タカイアキフミ、劇場MOMO）[8]

### 映画
- ガールフレンド[注 1]（2004年11月27日公開、監督：廣木隆一、ラブコレクション製作委員会） - 主演・キョウコ 役[9]
- 予感（2005年、廣木隆一監督）
- やわらかい生活（2005年、廣木隆一監督）
- VOICES（2004年、久保朝洋監督）
- 星屑夜曲（2006年、外山文治監督）
- ニュータイプ ただ、愛のために（2008年、廣木隆一監督）
- すみれ人形（2008年、金子雅和監督）
- 飛ぶ時間（2008年、松田知子監督）
- 花になる（2009年、監督：田中智章） - 主演・髙橋うらら 役[10]
- 女殺油地獄（2009年、坂上忍監督）
- 失恋殺人（2010年、窪田将治監督）
- 告白（2010年、中島哲也監督）
- 必死剣 鳥刺し（2010年、平山秀幸監督）
- 死刑台のエレベーター（2010年、緒方明監督）
- 悪人（2010年）
- 真夜中の羊（2010年、ヤング・ポール監督）
- SP THE MOTION PICTURE 革命篇（2011年）
- 嘘つきみーくんと壊れたまーちゃん（2011年）
- 軽蔑（2011年） - 美容師 役
- 私の叔父さん（2012年3月3日公開、細野辰興監督）
- 僕達急行　A列車で行こう（2012年3月24日公開、森田芳光監督）
- 39窃盗団（2012年11月17日公開、監督：押田興将）
- その夜の侍（2012年11月17日、監督：赤堀雅秋）
- 僕の中のオトコの娘（2012年12月1日公開、監督：窪田将治） - 職場の上司 役
- きいろいゾウ（2013年2月公開、監督:廣木隆一） - お月さまの声
- 甘い鞭（2013年、石井隆監督）
- なにもこわいことはない（2013年、斎藤久志監督）
- 逢瀬（2013年、金子雅和監督）　※うえだ城下町映画祭2013 自主制作映画コンテスト 大賞（グランプリ）
- 友だちと歩こう（2014年3月14日、緒方明監督）
- ストロボ・エッジ（2015年3月14日、東宝、廣木隆一監督）
- ピース オブ ケイク（2015年9月5日、田口トモロヲ監督）
- 4/猫 ねこぶんのよん 一円の神様（2015年12月12日公開、監督：浅沼直也、東京テアトル） - 主演・祈々 役[11]
- ハッピーウェディング（2015年公開、片島章三監督）
- わたしのまち（2015年、丸山隆監督）
- SHARING（2016年4月13日公開、監督：篠崎誠） - 主演・瑛子 役[12]
- アルビノの木（2016年、金子雅和監督）
- 父の結婚（2016年、ふくだももこ監督）
- 鬼談百景第2話影男（2016年、安里麻里監督）
- 貌斬り KAOKIRI〜戯曲「スタニスラフスキー探偵団」より〜（2016年、細野辰興監督） - 主演・南千草 役
- 東京藝術大学修了作品情操家族（2016年、竹林宏之監督） - 主役
- エロスは蒲団の香り（2016年、富岡忠文監督）
- ナミヤ雑貨店の奇蹟 (映画)（2017年） ‐ 浪矢芙美子
- 神と人との間（2018年、内田英治監督）
- 志乃ちゃんは自分の名前が言えない（2018年、湯浅弘章監督） - 小川悦子 役
- ジャンクション29（2019年） - 鷹野あゆみ 役
- シノノメ色の週末（2021年、穐山茉由監督） - 酒井 役
- 沈黙のパレード（2022年、西谷弘監督） - 本橋由美子 役
- あとがき（2024年、玉木慧監督）[13]
- PLAY! 〜勝つとか負けるとかは、どーでもよくて〜（2024年、監督：古厩智之） - 郡司詩織 役[14]
- 光る川（2025年、金子雅和監督）[15]
- 蟲（2025年公開予定、平波亘監督）[16]
- シーシュポスたちのまなざし（2025年公開予定、井上博貴監督） - 野島佳奈 役[17]

### テレビドラマ
- 潜入刑事 らんぼう2（2007年2月、TBS）
- 怪奇大作戦 セカンドファイル（2007年4月、BS-hi）
- NEW TYPE 〜ただ、愛のために〜 第1話「神になれなかった者たちよ」（2008年3月、TBS）
- 乙女のパンチ 第2回（2008年6月、NHK総合）
- 星新一ショートショート 運命（2008年6月、NHK総合）
- キミ犯人じゃないよね? 第10話（2008年6月、テレビ朝日）
- 星新一ショートショート 見失った表情（2008年11月、NHK総合）
- 非婚同盟（2009年2月 - 3月、フジテレビ）
- タクシードライバーの推理日誌25 東京〜宮崎日向灘、殺人画廊の乗客!!（2009年4月、テレビ朝日）
- 遥かなる絆（2009年4月 - 5月、NHK総合）
- 嵐がくれたもの（2009年9月 - 10月、フジテレビ）
- 派遣のオスカル〜少女漫画に愛をこめて 第5回（2009年9月、NHK総合）
- 古代少女ドグちゃん 第4話（2009年10月、毎日放送）
- 相棒 season8 第18話（2010年3月3日、テレビ朝日） - 宮村美保子 役
- コード・ブルー -ドクターヘリ緊急救命- second season 最終話（2010年3月22日、フジテレビ） - 中越美咲 役
- 新・警視庁捜査一課9係 season2 第9話（2010年8月25日、テレビ朝日）
- 十津川刑事の肖像4（2011年5月27日、フジテレビ） - 田村絵里子 役
- 全開ガール 第3話（2011年7月25日、フジテレビ）
- おひさま 第24週（2011年9月、NHK総合） - 街頭録音の演説の女性 役
- たぶらかし-代行女優業・マキ- 第9・10話（2012年5月31日・6月7日、読売テレビ） - 弓田 ヒカル 役
- 宮部みゆきミステリー パーフェクト・ブルー 第5話（2012年11月5日、TBS） - 白鳥律子 役
- 松本清張没後20年特別企画 疑惑（2012年11月9日、フジテレビ） - 太田婦警 役
- 医師・円城寺修2（2012年） - 水田早苗（看護師）
- モメる門には福きたる（2013年1月 - 3月、東海テレビ） - 高島香苗 役
- ホラー アクシデンタル 第5話「ある家族の会話」（2013年2月15日、フジテレビ） - 紀之の妻 役
- クロユリ団地〜序章〜 第5・6話（2013年5月7日・14日、TBS） - 緒方みゆき 役
- 孤独のグルメ Season3 第7話（2013年8月21日、テレビ東京） - 店主・木山 役
- 深夜食堂3 第2話（2014年10月27日、毎日放送） - 弥生 役
- 花嫁のれん 第4シリーズ 第23・24話（2015年2月4日・5日、東海テレビ） - 津島遥 役
- ワカコ酒（BSテレ東） - みぃさん 役
  - ワカコ酒 Season1（2015年1月8日 - 3月26日）
  - ワカコ酒 Season2（2016年1月8日 - 3月25日）
  - ワカコ酒 Season3（2017年4月7日 - 6月23日）[18]
  - ワカコ酒 Season4（2019年1月7日 - 3月25日）[19]
  - ワカコ酒 Season5（2020年4月7日 - 6月23日）[20]
  - ワカコ酒 SP 飛騨酒蔵めぐり（2020年12月29日・12月30日）[21]
  - ワカコ酒 Season6（2022年1月11日 - 3月29日）[22]
  - ワカコ酒 Season7（2023年7月4日 - 9月18日）[23][24]
  - ワカコ酒 Season8（2025年1月9日 - 3月27日）[25]
  - ワカコ酒 Season9（2025年10月2日〈予定〉 - ）[26]
- エンジェル・ハート 第3話（2015年10月25日、日本テレビ） - サトちゃん 役
- 百年の計、我にあり〜知られざる明治産業維新リーダー伝〜（2016年1月3日、TBS） - 伊庭梅子 役
- わたしを離さないで 第3話（2016年1月29日、TBS）
- 火花 第9話（2016年、Netflix）
- 家売るオンナ 第8話（2016年、日本テレビ）
- ドラマ10 ブランケット・キャッツ（2017年、NHK総合） - 小宮山恵 役
- Missデビル 人事の悪魔・椿眞子（2018年4月14日 - 6月16日、日本テレビ） - 花村優梨子 役
- 恋のツキ（2018年7月 - 、テレビ東京） - 塚原サチ 役[27]
- 神酒クリニックで乾杯を（2019年1月12日 - 3月30日、BSテレ東） - 源田愛 役
- 執事 西園寺の名推理2 第5話（2019年5月24日、テレビ東京） ‐ 町村雪乃 役
- 監察医 朝顔 第1話（2019年7月8日、フジテレビ） ‐ 桜井恵子 役
- タリオ 復讐代行の2人 第3話（2019年10月23日、NHK総合・BS4K） - 山村裕美 役
- 遺留捜査 第6シーズン 第1話（2021年1月14日、テレビ朝日） - 深谷佳菜子 役
- ドラゴン桜 第2シリーズ（2021年4月25日 - 6月27日、TBS） - 田村梨江子 役[28]
- イチケイのカラス 第6話（2021年5月10日、フジテレビ） - 真鍋智花 役
- ハコヅメ～たたかう!交番女子～ 第7話（2021年9月1日、日本テレビ） - 萩原真希 役
- 正義の天秤 最終話（2021年10月23日、NHK総合） - 山下楓 役
- 二月の勝者-絶対合格の教室- 第8話（2021年12月4日、日本テレビ） - 山本織江 役
- アバランチ 第1話（2021年10月18日、関西テレビ・フジテレビ)
- 逃亡医F 第2話・第3話（2022年1月22日・29日、日本テレビ） - 松田千春 役[29]
- マイファミリー（2022年4月10日 - 6月12日、TBS） - 鷲尾千草 役[30][31]
- 雨に消えた向日葵（2022年） ‐ 藤岡芳江 役
- オクトー 〜感情捜査官 心野朱梨〜 第8話（2022年8月25日、読売テレビ・日本テレビ） - 庭木由香子 役
- クロサギ（2022年） - 日下瑞樹 役
- 真相は耳の中 第4話（2022年11月12日、テレビ東京） - 犬養ふみ 役
- 風間公親-教場0- 第2話（2023年4月17日、フジテレビ） - 諸田伸枝 役
- ケイジとケンジ、時々ハンジ。 第5話（2023年5月11日、テレビ朝日） - 山中みち 役
- もう一度パパと呼ばれる日（2023年6月7日 - 28日、フジテレビ） - 大木みどり 役[32]
- カメラ、はじめてもいいですか?（2023年7月3日 - 9月18日、BS松竹東急） - 藤野恭子 役[33]
- VIVANT（2023年8月、TBS） - 太田洋子 役
- 大河ドラマ 光る君へ（2024年、NHK） - 藤原繁子 役
- ケの日のケケケ（2024年3月26日、NHK総合・NHK BSプレミアム4K） - 三富幸子 役[34][35]
- 約束 〜16年目の真実〜（2024年4月11日 - 6月13日、読売テレビ・日本テレビ） - 間宮奈緒 役[36]
- あなたの恋人、強奪します。 第2話・第3話（2024年4月21日・28日、朝日放送テレビ） - 鈴木由紀恵 役[37][38]
- 生きとし生けるもの（2024年5月6日、テレビ東京）
- 笑うマトリョーシカ 第3話（2024年7月12日、TBS） - 佐伯絵美 役
- おいち不思議がたり 第2話・3話・5話・6話（2024年9月8日 - 10月6日、NHK BS・NHK BSプレミアム4K） - おしま 役
- 宙わたる教室 第2話（2024年10月15日、NHK総合・NHK BSプレミアム4K） - 倉橋先生 役
- 全領域異常解決室 第3話（2024年10月23日、フジテレビ） - 古庄 役[39][40]
- 相続探偵 第6話（2025年3月1日、日本テレビ） - 福田明子 役[41]
- 極道上司に愛されたら（2025年7月23日 - 、MBS・TBS） - 菅原弘子 役[42]

### テレビバラエティ
- スカッとジャパン（フジテレビ）
  - 母の日スペシャル（2016年）
  - お正月スペシャル（2017年1月）
  - 母の日スペシャル（2017年5月）
  - ファミリースカッと『すれ違う母と息子のクリスマス』（2019年12月16日、加部亜門と共演）

- となりのシムラ （2016年、NHK）

### テレビアニメ
- ふるさとめぐり 日本の昔ばなし（2017年4月 - 2018年3月 、テレビ東京） - てんすけ 役

### CM
- 明治製菓「ビエンドクールタブ」
- NTTDoCoMo北陸
- パイオニア「カロッツェリア・サイバーナビ」
- ナップスター 家族編
- 第一生命 母と娘の絆編
- ポケットモンスター サン・ムーン「ジブンを超えよう」篇
- FANCL カロリミット
- リンナイ カラッと解決 乾太くん
- キリンビバレッジ 午後の紅茶「世界で、いちばん、あったかい。冬」親子の絆編
- クレハ クレラップ
- サントリークラフトボス「宇宙人ジョーンズ・会議室」篇
- 日本ハム シャウエッセン「静かな愛」篇
- 花王 Attack ZERO パーフェクト スティック（2024年11月1日 - ）

### ミュージックビデオ
- ohana

### インターネット番組
- ひかり荘 - パーソナリティー

### ラジオドラマ
- FMシアター（NHK-FM）
  - 通い猫アルフィーの奇跡（2018年1月27日）[43]
  - これは、私の落とし噺（2021年1月9日） - ちひろ 役[44]
  - 真夜中の古本屋（2021年8月7日）[45]
  - 素数と雨音（2023年1月21日） - 灯里 役[46]
- 青春アドベンチャー（NHK-FM）
  - シンクホール 第1話「志願と拒絶」（2021年1月18日・19日）[47]
  - 羽州ぼろ鳶組シリーズ - 深雪 役
    - 火喰鳥 羽州ぼろ鳶組（2018年7月23日 - 8月3日）[48]
    - 夜哭烏 羽州ぼろ鳶組（2019年9月16日 - 27日）[49]
    - 鬼煙管 羽州ぼろ鳶組（2020年10月19日 - 30日）[50]
    - 菩薩花 羽州ぼろ鳶組（2021年11月15日 - 26日）[51]
    - 夢胡蝶～羽州ぼろ鳶組（2022年10月17日 - 28日）[52]
    - 玉麒麟 羽州ぼろ鳶組（2023年6月5日 - 16日）[53]
    - 襲大鳳 羽州ぼろ鳶組（2024年3月25日 - 4月12日）[54]